# Cmentarz wojenny nr 239 – Łęki Dolne
Cmentarz wojenny nr 239 - Łęki Dolne – cmentarz z I wojny światowej, zaprojektowany przez Gustava Rossmanna, położony na terenie wsi Łęki Górne, w gminie Pilzno, w powiecie dębickim, w województwie podkarpackim. Jeden z ponad 400 zachodniogalicyjskich cmentarzy wojennych zbudowanych przez Oddział Grobów Wojennych C. i K. Komendantury Wojskowej w Krakowie. Należy do V Okręgu Cmentarnego Pilzno.
Znajduje się na cmentarzu parafialnym. W centralnej części znajduje się betonowy pomnik z tablicą o treści (tłum.): "Padliśmy, abyście mogli powstać". Spoczywa tu 42 żołnierzy austro-węgierskich oraz rosyjskich.

## Galeria

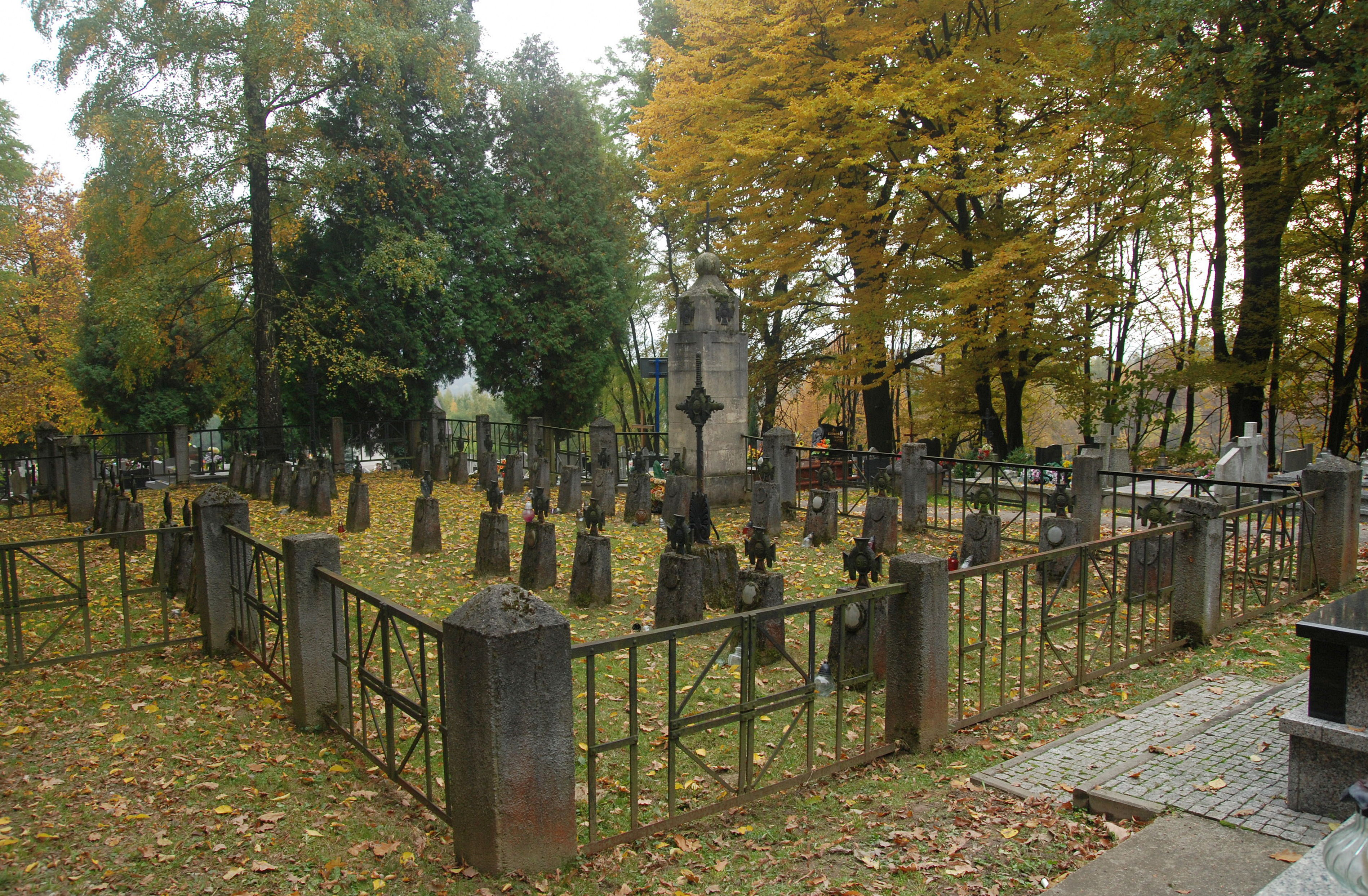
Widok ogólny od strony północnej
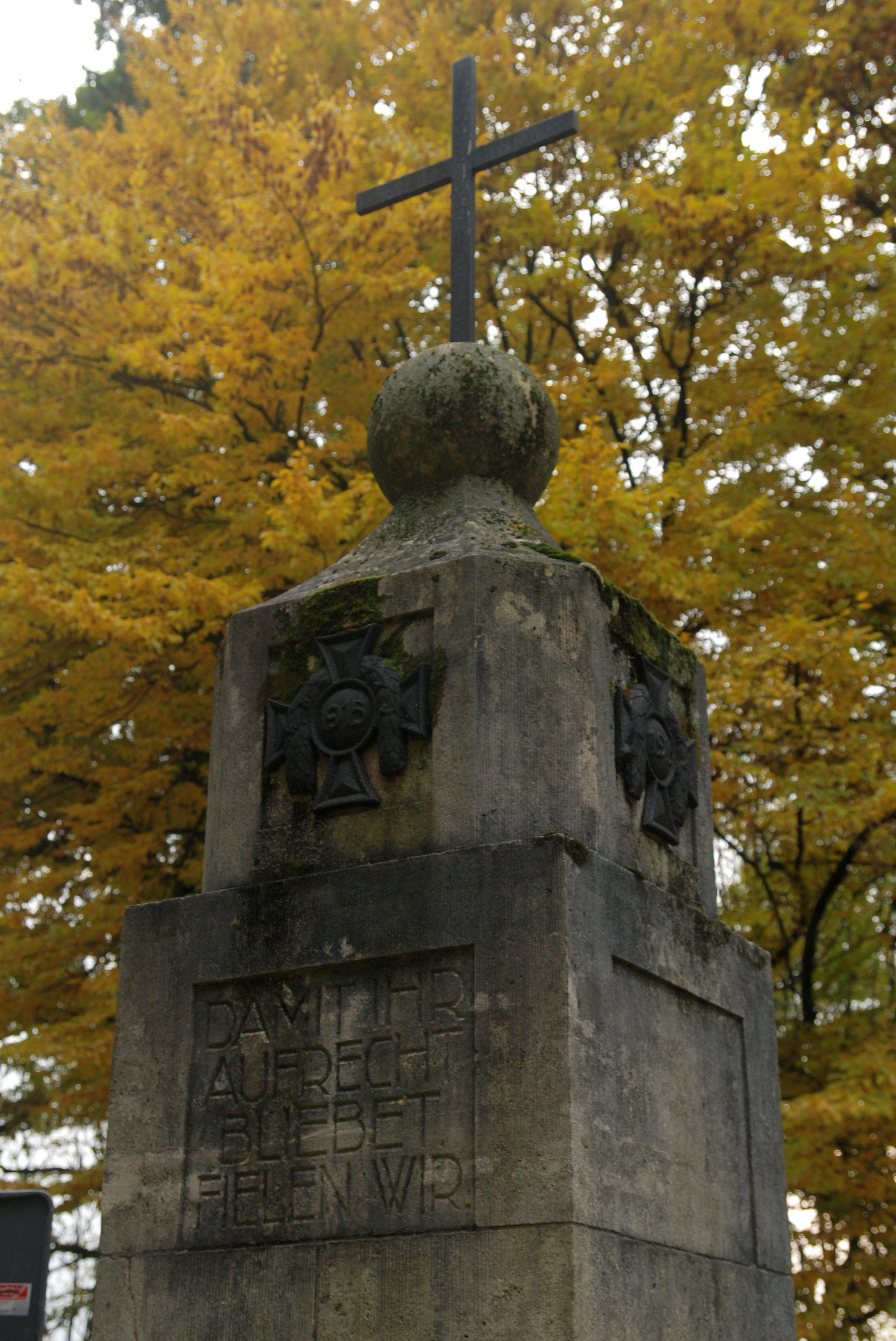
Pomnik centralny
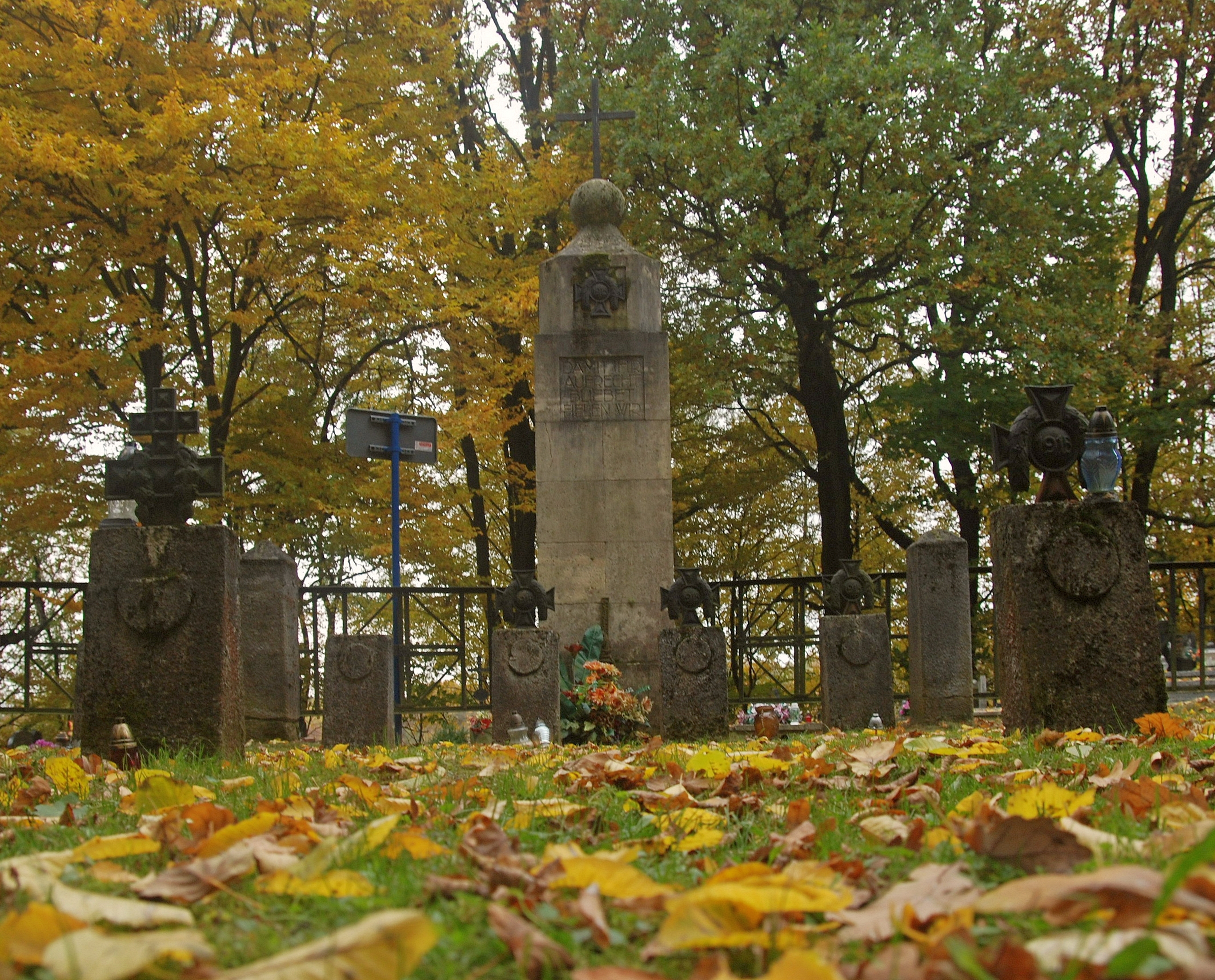
Fragment cmentarza
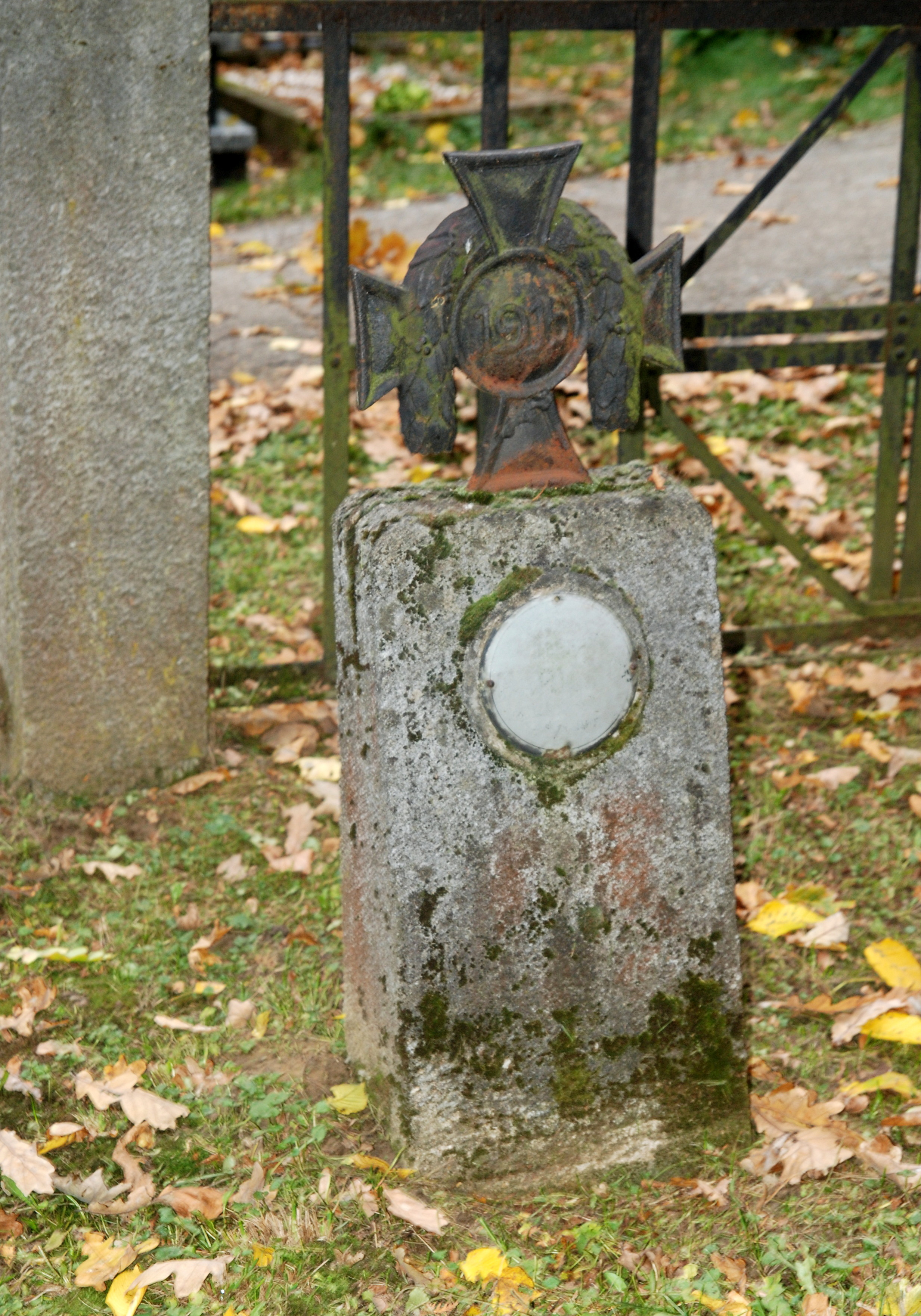
Nagrobek z austriackim krzyżem Ludwiga
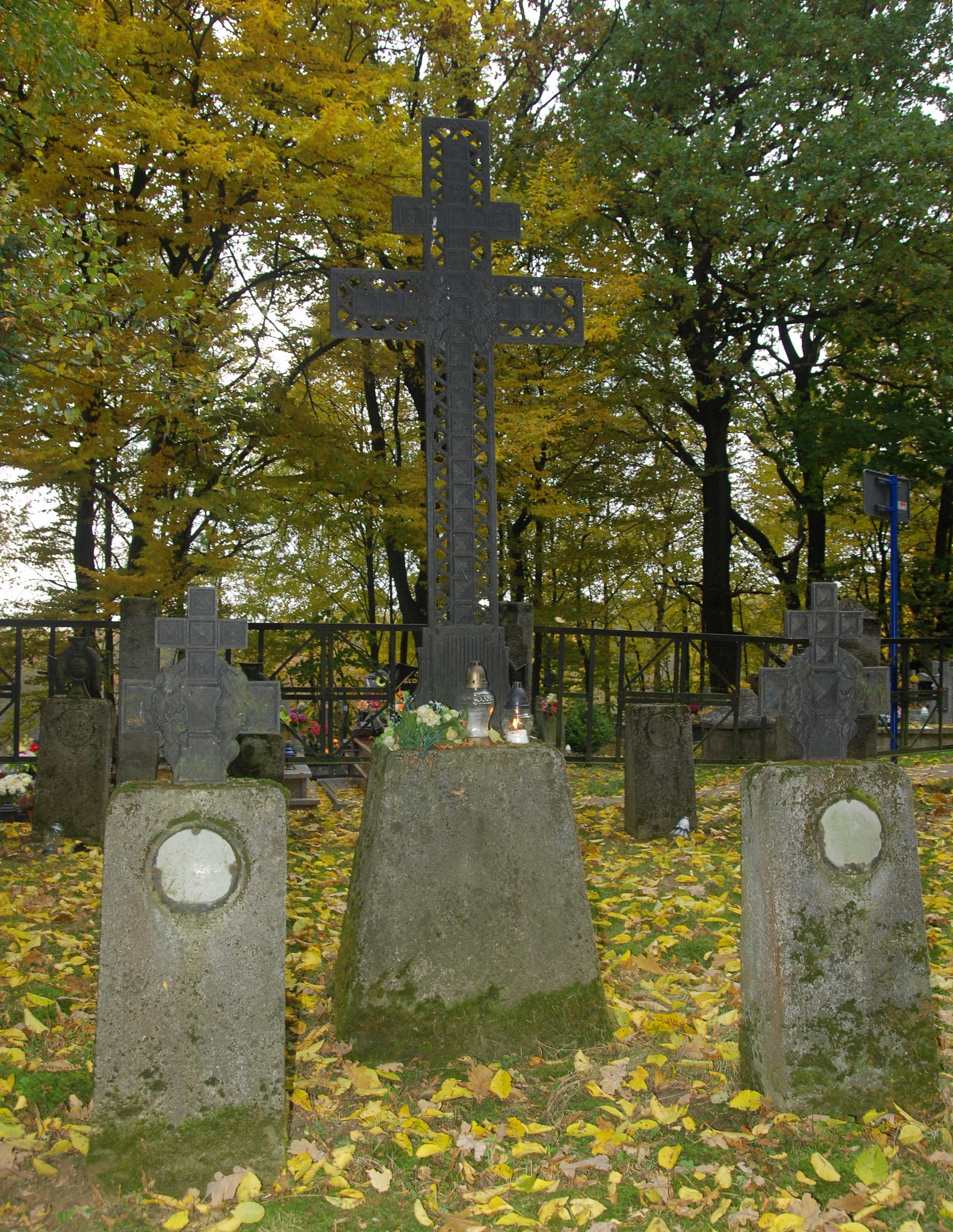
Rosyjski krzyż Ludwiga
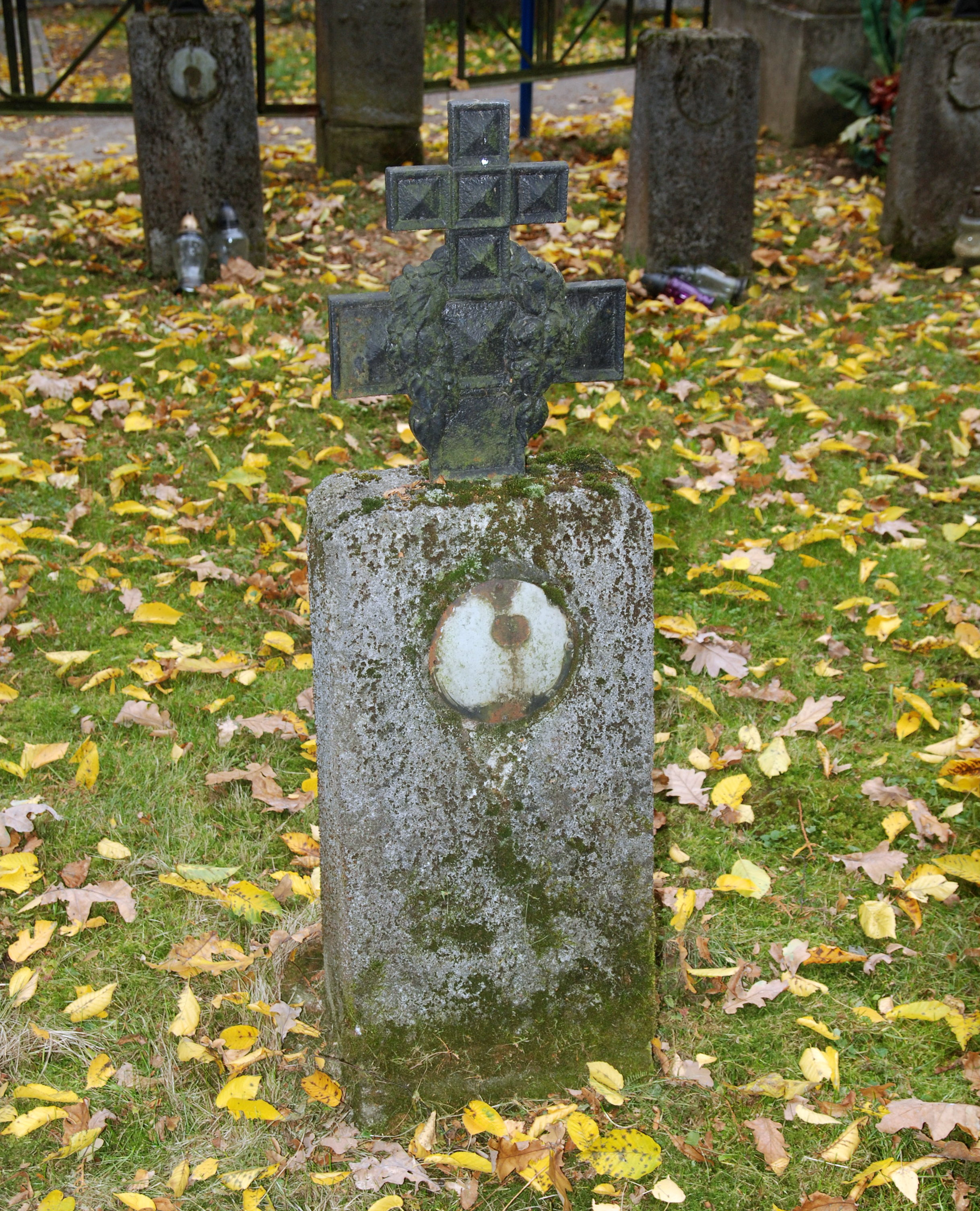
Nagrobek z rosyjskim krzyżem Ludwiga